# Aivo Välja
Aivo Välja (* 15. März 1968) ist ein estnischer Dirigent.

## Leben und Musik
Aivo Välja schloss 1994 sein Studium im Fach Chorleitung bei Olev Oja und 1998 das Fach Orchesterleitung bei Roman Matsov und Paul Mägi an der Estnischen Musikakademie in Tallinn ab. Meisterkurse führten Välja nach Hamburg, Wien, Helsinki sowie von 1996 bis 1998 an das Sankt Petersburger Konservatorium. 1996 erhielt er in St. Petersburg ein Diplom für seine erfolgreiche Performance beim Sergej-Prokofieff-Wettbewerb.
Seit 2001 ist Aivo Välja festangestellter Dirigent an der Nationaloper Estonia in der estnischen Hauptstadt, an der er bereits seit 1994 regelmäßig dirigiert. Von 2001 bis 2007 war er dort erster Kapellmeister. In dieser Zeit leitete er etwa 70 Aufführungen der Staatsoper pro Saison. 2003 erhielt er ein Stipendium der Richard-Wagner-Stiftung für die Bayreuther Festspiele.
In der Spielzeit 2009/2010 war Aivo Välja am Schleswig-Holsteinischen Landestheater mit Ballettaufführungen zu hören. 2011 dirigierte er die Wiederaufführung von Don Quijote an der Finnischen Staatsoper.
Er leitete die Premiere von Orpheus in der Unterwelt am Landestheater Schleswig-Holstein sowie die Aufführungen von Mozarts Don Quijote und Neumeiers Der Nussknacker beim Bayerischen Staatsballett. Für letzteres erhielt er 2014 den Kulturpreis Rose der Münchner Tageszeitung tz. In München dirigierte er 2017 außerdem das Ballett Giselle nach Adolphe Adam. Ein weiteres Highlight seiner Karriere war das Dirigat von Le Corsaire nach Petipa und Liška an der Finnischen Staatsoper, das auch 2015/2016 in München aufgeführt wurde.